# Wieloletnie Ramy Finansowe
Wieloletnie Ramy Finansowe (WRF, ang. Multiannual Financial Framework) – regulacje traktatowe mające na celu zapewnienie dokonywania wydatków Unii Europejskiej zgodnie z prawem europejskim. Ramy finansowe określają kwoty rocznych pułapów środków na zobowiązania z podziałem na kategorie wydatków oraz roczne pułapy środków na płatności. Przyjęte kategorie wydatków odpowiadają głównym sektorom działalności Unii Europejskiej.

## Wieloletnie ramy finansowe w świetle Traktatu o funkcjonowaniu Unii Europejskiej
W Traktacie o funkcjonowaniu Unii Europejskiej z 2009 r. w wersji skonsolidowanej z 2012 r. stwierdzono, że wieloletnie ramy finansowe mają na celu zapewnienie dokonywania wydatków Unii Europejskiej w sposób usystematyzowany i w granicach jej zasobów własnych. Ramy ustala się na okres co najmniej pięciu lat, a roczny budżet Unii Europejskiej jest zgodny z wieloletnimi ramami finansowymi.
Traktat stanowi, że Rada UE określa wieloletnie ramy finansowe w przyjętym jednomyślnie rozporządzeniu. Ramy finansowe określają kwoty rocznych pułapów środków na zobowiązania z podziałem na kategorie wydatków oraz rocznego pułapu środków na płatności i zawierają wszelkie inne postanowienia wymagane dla prawidłowego prowadzenia rocznej procedury budżetowej.
Jeżeli rozporządzenie Rady ustanawiające nowe ramy finansowe nie zostanie przyjęte przed wygaśnięciem poprzednich ram finansowych, Parlament Europejski, Rada i Komisja podejmują wszelkie środki niezbędne do ułatwienia takiego przyjęcia.

## Ogólne regulacje w zakresie wieloletnich ram finansowych
Perspektywy finansowe mają na celu zapewnienie, aby średnioterminowe wydatki Unii Europejskiej były podzielone według ogólnych kategorii, rozwijały się w sposób uporządkowany i w granicach zasobów własnych.
Dyscyplina budżetowa obejmuje wydatki i jest wiążąca dla instytucji zaangażowanych w jej wykonywanie. Porozumienie nie zmienia odpowiednich uprawnień budżetowych instytucji określonych w Traktacie. Zmiany perspektywy finansowej mogą być dokonane zgodnie z procedurami przewidzianymi w porozumieniu.
W przedstawianym każdego roku wstępnym projekcie budżetu, Komisja przedstawiała aktualne wymagania Wspólnoty w zakresie finansowania. Uwzględnia on:
- przedstawione przez państwa członkowskie prognozy w odniesieniu do funduszy strukturalnych;
- możliwość wykorzystania przydziału środków, dążąc do zachowania ścisłej zależności między środkami na pokrycie zobowiązań i środkami na pokrycie płatności;
- możliwości uruchamiania nowych polityk poprzez projekty pilotażowe, nowe działania przygotowawcze lub kontynuację dobiegających końca działań wieloletnich;
- konieczność zapewnienia, by wszelkie zmiany wydatków w odniesieniu do poprzedniego roku były zgodne z ograniczeniami wynikającymi z dyscypliny budżetowej. Instytucje zobowiązano ustanawiać procedury współpracy międzyinstytucjonalnej w sprawach budżetowych.

## Wieloletnie ramy finansowe w latach 1988–1992
W porozumieniu międzyinstytucjonalnym w sprawie dyscypliny budżetowej i poprawy procedury budżetowej z 1988 r. określone zostały wieloletnie ramy finansowe na lata 1988–1992. Porozumienie było niezbędne z uwagi na powstający rozdźwięk między dostępnymi zasobami a faktycznymi potrzebami budżetowymi Wspólnoty.
W wieloletnich ramach finansowych ustalono pułap wydatków na poziomie 1,17% europejskiego dochodu narodowego brutto.
Ramy finansowe na lata 1988–1992 ustalono w wysokości 244,8 mld ecu, w tym środki na zobowiązania w następującej wysokości:
- Europejski Fundusz Orientacji i Gwarancji Rolnej – 142,2 mld ecu;
- operacje strukturalne – 53,1 mld ecu;
- polityka z alokacjami wieloletnimi – 9,3 mld ecu;
- inne polityki – 12,5 mld ecu;
- spłaty i administracja – 22,7 mld ecu;
- rezerwa monetarna – 5,0 mld ecu.

## Wieloletnie ramy finansowe w latach 1993–1999
W porozumieniu międzyinstytucjonalnym w sprawie dyscypliny budżetowej i poprawy procedury budżetowej z 1993, uzgodniono pułapy dochodów i wydatków obejmujących lata 1993–1999. Porozumienie umożliwiło podwojenie funduszy strukturalnych i zwiększenie pułapu zasobów własnych.
W wieloletnich ramach finansowych ustalono pułap wydatków na poziomie 1,26% europejskiego dochodu narodowego brutto.
Ramy finansowe na lata 1993–1999 ustalono w wysokości 529,9 mld ecu, w tym środki na zobowiązania w następującej wysokości:
- orientacja rolna – 255,5 mld ecu;
- działania strukturalne – 176,4 mld ecu;
- polityka wewnętrzna – 31,6 mld ecu;
- polityka zewnętrzna – 32,4 mld ecu;
- wydatki administracyjne – 25,5 mld ecu;
- rezerwy – 8,5 mld ecu.

## Wieloletnie ramy finansowe na lata 2000–2006
W porozumieniu międzyinstytucjonalne między Parlamentem Europejskim, Radą oraz Komisją UE z 1999 r. uzgodniono dyscyplinę budżetowej i poprawy procedury budżetowej na lata 2000–2006.
W wieloletnich ramach finansowych ustalono pułap wydatków na poziomie 1,09% europejskiego dochodu narodowego brutto.
Ramy finansowe na lata 2000–2006 ustalono w wysokości 704,3 mld euro, w tym środki na zobowiązania w następującej wysokości:
- rolnictwo – 297,7 mld euro;
- operacje strukturalne – 213,0 mld euro;
- polityka wewnętrzna – 43,9 mld euro;
- działania zewnętrzne – 32,1 mld zł;
- administracja – 33,7 mld euro;
- rezerwy – 4,1 mld euro;
- pomoc przedakcesyjna – 21,8 mld euro;
- rozszerzenie – 58,1 mld euro;

## Wieloletnie ramy finansowe na lata 2007–2013
W porozumieniu międzyinstytucjonalnym w sprawie dyscypliny budżetowej i poprawy procedury budżetowej z 2006 r. zostały określone wieloletnie ramy finansowe na lata 2007–2013.
W wieloletnich ramach finansowych ustalono pułap wydatków na poziomie 1,048% europejskiego dochodu narodowego brutto.
Ramy finansowe na lata 2007-2013 ustalono w wysokości 864,3 mld euro, w tym środki na zobowiązania w następującej wysokości:
- trwały wzrost – 382,1 mld euro;
- ochrona i zarządzanie zasobami naturalnymi – 371,3 mld euro;
- obywatelstwo, obronność, bezpieczeństwo i sprawiedliwość – 10,8 mld euro;
- UE jako partner globalny – 49,5 mld euro;
- administracja – 49,8 mld euro;
- wyrównania – 0,8 mld euro.

## Wieloletnie ramy finansowe na lata 2014–2020
W porozumienie międzyinstytucjonalne w sprawie dyscypliny budżetowej i poprawy procedury budżetowej z 2013 r. określono wieloletnie ramy finansowe na lata 2014–2020. Przyjęto, że wieloletnie ramy finansowe należy określić w cenach z 2011 r. oraz ustalić zasady dotyczące dostosowań technicznych WRF w celu przeliczenia dostępnych pułapów i marginesów.
W wieloletnich ramach finansowych ustalono pułap wydatków na poziomie 1,00% europejskiego dochodu narodowego brutto.
Ramy finansowe na lata 2014–2020 ustalono w wysokości 959,9 mld euro, w tym środki na zobowiązania w następującej wysokości:
- inteligentny wzrost gospodarczy sprzyjający włączeniu społecznemu – 450,8 mld euro;
- trwały wzrost gospodarczy, zasoby naturalne – 373,2 mld euro;
- bezpieczeństwo i obywatelstwo – 15,7 mld euro;
- globalny wymiar Europy – 58,7 mld euro;
- administracja – 61,6 mld euro;
- wyrównania – 0,01 mld euro.

## Wieloletnie ramy finansowe na lata 2021–2027
W porozumieniu międzyinstytucjonalnym w sprawie dyscypliny budżetowej i poprawy procedury budżetowej określono wieloletnie ramy finansowe na lata 2021–2027. 
W wieloletnich ramach finansowych ustalono pułap wydatków na poziomie 1,00% europejskiego dochodu narodowego brutto.
Ramy finansowe na lata 2021–2027 ustalono w wysokości 1074,3 mld euro, w tym środki na zobowiązania w następującej wysokości:
- jednolity rynek, innowacje i gospodarka cyfrowa – 132,8 mld euro;
- spójność, odporność i wartości – 377,8 mld euro;
- zasoby naturalne i środowisko – 356,4 mld euro;
- migracja i zarządzanie granicami – 22,7 mld euro;
- bezpieczeństwo i obrona – 13,2 mld euro;
- sąsiedztwo i świat – 98,4 mld euro;
- europejska administracja publiczna – 73,1 mld euro.